# Арчи-Емполитана (Рим)
Арчи-Емполитана је насеље у Италији у округу Рим, региону Лацио.
Према процени из 2011. у насељу је живело 1024 становника. Насеље се налази на надморској висини од 238 м.